# Vlastní rukou

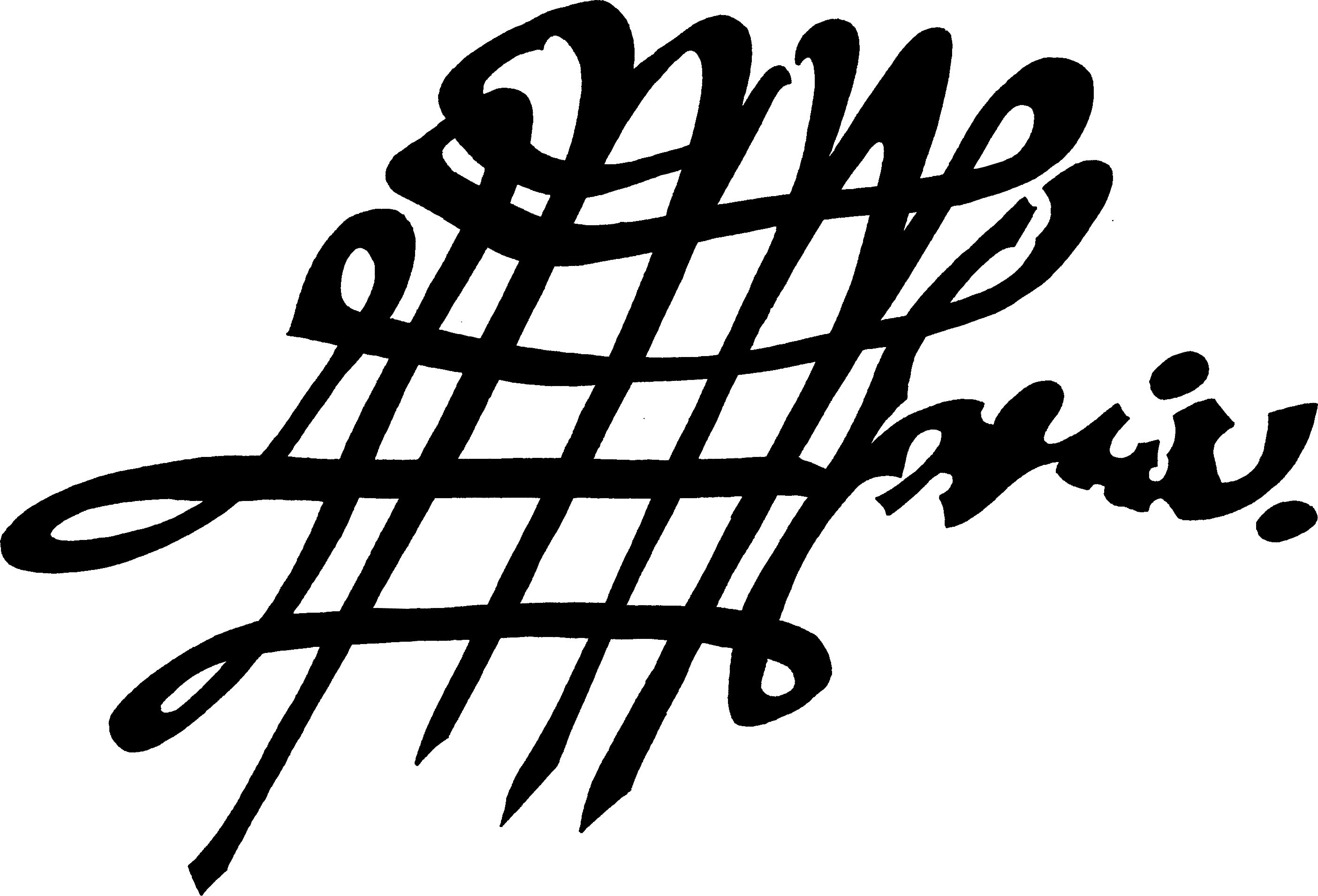
Jedna ze středověkých verzí manu propria

„Vlastní rukou“ (zkratka v. r., která se uvádí za jménem a neodděluje se čárkou, typograficky nesprávně též někdy v.r.) je přídavek dopisovaný za jméno tam, kde není možné nebo nutné se vlastnoručně podepsat, tedy především na kopiích listin (např. stejnopisy rozhodnutí soudů, správních orgánů, notářských zápisů, atd.).
Zkratka v. r. se v Česku používá například ve Sbírce zákonů, kde je uvedena na konci za jmény ústavních činitelů (např. „Uhde v. r., Klaus v. r.“). Tím je vyjádřeno, že na archivovaném originálním vyhotovení textu zákona se tyto osoby skutečně podepsaly.

## Historický význam
Původně se tato zkratka užívala v latinské podobě jako „manu propria“ (zkráceně m. p.) a její význam spočíval v potvrzení autenticity textu.
Tímto latinským přídavkem, zpravidla zdobeným, ověřovali ve středověku písaři nebo hodnostáři autenticitu svých textů na originálech a opisech. Během doby zevšeobecněla, a používala se tak do 19. století, kdy vznikla i česká verze v. r.

## Locus sigilli
Obdobný význam má zkratka L. S. (z lat. locus sigilli, volně přeloženo jako umístěno razítko), které se opět na kopiích listin (především na stejnopisech notářských zápisů) užívá v místě, kde se na originálu listiny nachází otisk razítka.